# Samosir (eiland)

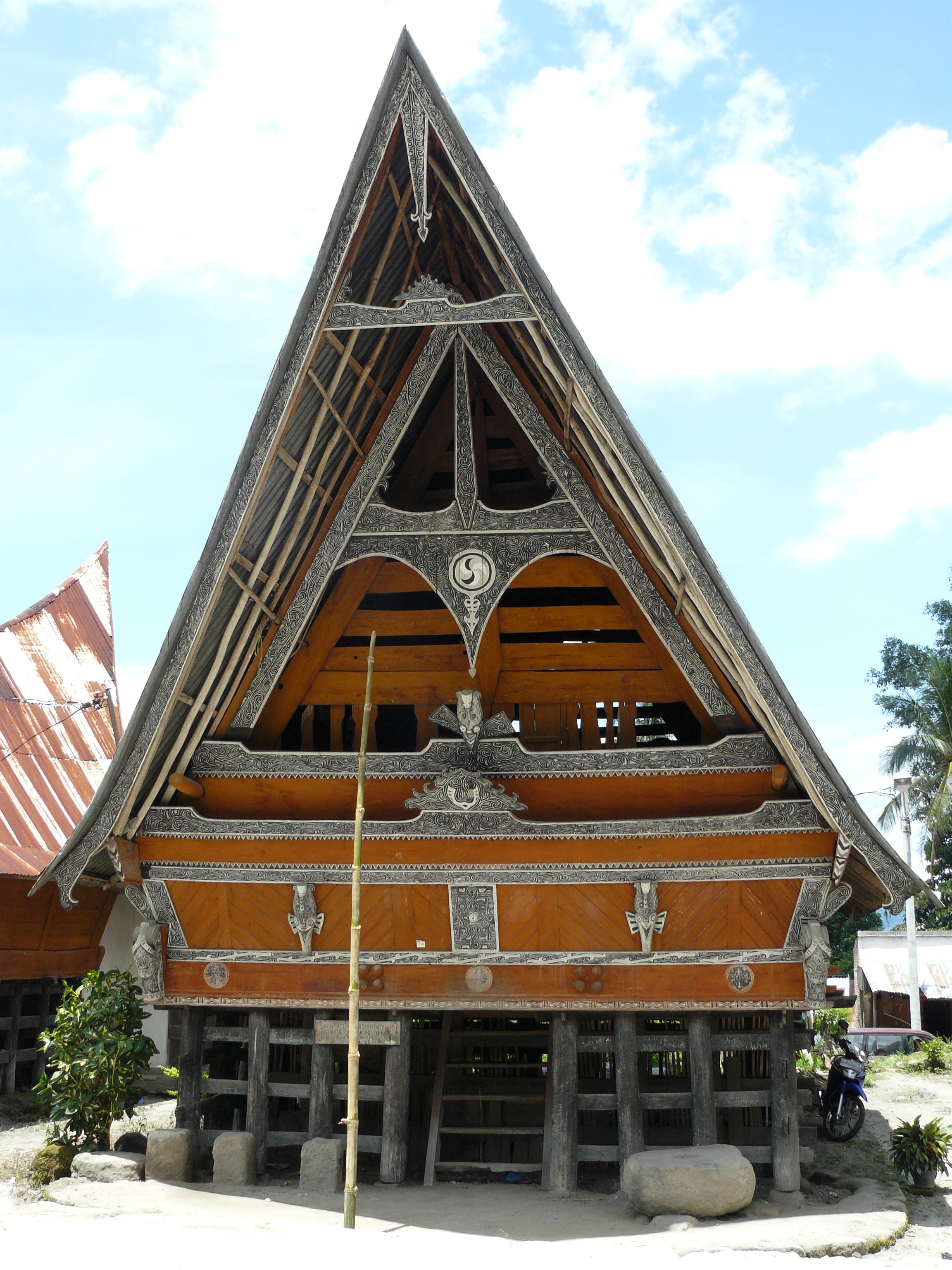
traditioneel Batakhuis

Samosir (Indonesisch: Pulau Samosir) is een groot eiland gelegen in het Tobameer in de provincie Noord-Sumatra op het Indonesische eiland Sumatra. Het Tobameer wordt gevormd door de caldera van de niet meer werkzame vulkaan Toba, Samosir ligt in die caldera.
Het eiland is meer dan 1000 vierkante kilometer groot. Op het eiland liggen verschillende plaatsen, onder andere Tuk Tuk, Tomok, Ambarita, Simanindo en Panguruan.
Samosir is het middelpunt van de Batak-cultuur. Samosir is daarom een toeristische trekpleister.
Op Samosir werd in 1914 als laatste de slavernij afgeschaft in de Nederlandse koloniën. 